# Yahoo!グルメ
Yahoo!グルメ（ヤフーグルメ）とは、かつてYahoo! JAPANが運営していたグルメ情報サイト。2011年6月1日に地域情報ポータルサイト「Yahoo!ロコ」に統合され、以後は存在しない。

## 当時の特徴・システム
飲食店情報、レシピ情報、出前注文サービスの3つがあった。

### 飲食店情報
全国の電話帳一覧に記載されている飲食店を中心に記載されていた。ユーザーはYahoo!のアカウント（Yahoo!ID）もしくはニックネームを使い、飲食店1店あたり1回のクチコミ及び30枚までの画像の投稿が可能だった。しかしクチコミの修正はできなかった。
また、Yahoo!と事業主が契約を結ぶことで自らの店をPRすることもできた。

### 出前注文サービス
Yahoo!側とタイアップした地域の飲食店にて、インターネット上で出前の注文が可能となるサービス。

### Yahoo!レシピ
ユーザーが自らのレシピを掲載することができた。
従来はYahoo!グルメの一部だったが、Yahoo!グルメがYahoo!ロコの一部になった際に、地域情報とは無関係なため独立した。
2012年6月に競合最大手のクックパッドとヤフーが提携を発表し、Yahoo!レシピは2012年内に終了する。